# Joseph Dadoune
Yosef Joseph Yaakov Dadoune, né le 24 avril 1975 à Nice, est un artiste dont l'œuvre protéiforme allie vidéo, photographie, performance, dessin, peinture, production sonore, installation et architecture.
Sa pratique est traversée par les tensions qui existent entre Orient et Occident, entre vie religieuse et vie laïque, entre pouvoir central et périphérie, entre réel et imaginaire. Il rapproche corps intime et corps politique, désir de protection et action sociale, habitat et individualité, territoire et enfermement, dans des œuvres où résonnent les questions d’exil, de genre et d’identité.
Dans une dimension utopique de l’art, il s’intéresse particulièrement aux problématiques postcoloniales et aux violences symboliques contemporaines, en puisant dans le passé et le sacré qu’il relie formellement au présent. Établissant que toute matérialité porte sa charge symbolique et charrie ainsi une sémantique antique, il propose de questionner et traverser le temps en ayant parfois recours à l’étrangeté, à une sorte de manifestation de l’invisible, trouvant ainsi « un moyen de montrer en cachant, pour préserver la vérité ».

## Carrière artistique
Après une enfance qui le mène de Nice à Ofaqim où il grandit dans un société multiculturelle, Joseph Dadoune se fait connaître au début des années 2000 en France et en Israël avec le film Sion (2006-2007) qu’il réalise et produit avec le soutien et la participation du Musée du Louvre. L’actrice Ronit Elkabetz en est le personnage principal et incarne une allégorie de Jérusalem.
En 2008, il développe un cycle de travaux intitulé In the Desert qui porte sur la ville de développement Ofaqim dans sa réalité économique, sociale et culturelle. Dans le cadre de ce projet, Dadoune produit des films, collecte des documents d'archives, initie des visites guidées, invite des journalistes et s’efforce de mobiliser le plus grand nombre possible de personnes pour délivrer Ofaqim de son statut de « non-lieu ». 
À partir de 2010 il se consacre au dessin et à la peinture, et crée des surfaces monumentales recouvertes d’un goudron noir opaque, qu’il mélange à différents objets et matières. Certains de ces goudrons ont été exposés à la fondation Ricard à Paris et au Musée de Petach Tikva.
Parmi ses autres œuvres marquantes, il y a Impossible calendars (2013) exposé au Musée de Tel-Aviv lors de la célébration du centenaire du mouvement Dada et Barrière protectrice (2017), un ensemble de dessins autobiographiques de guerre, réunis dans une publication aux Éditions Arnaud Bizalion.
En 2017, il est fait Chevalier des Arts et des Lettres[source insuffisante] et au mois de juillet de la même année, son projet Un Printemps arabe (233 photos et 17 vidéos) est choisi pour intégrer les collections du Musée national d'art moderne, Centre Pompidou. En octobre 2017, il est l’artiste invité de la ville de Versailles pour la Nuit de la Création où il présente une importante sélection de ses œuvres sous le titre « Sillons ».
En 2018, il est Lauréat du prix de la fondation Renée et Léonce Bernheim pour les arts, les sciences et les lettres et il participe à l’exposition « To the End of Land » à la National Gallery of Modern Art de New Delhi.
En 2019, deux goudrons[Quoi ?] sont sélectionnés dans l’exposition « Naked Soul: Chaïm Soutine » au Musée d'Ein Harod en Israël.
Son livre de dessins Fresh Light accompagné par le texte de Donatien Grau est publié aux Éditions Arnaud Bizalion en 2020.
En 2021, la Galerie Le Minotaure et la Galerie Alain Le Gaillard à Paris présentent l’exposition « IncarnaSion » accompagnée d’un catalogue préfacé par Ariel Schweitzer, historien de cinéma et critique aux Cahiers du cinéma.
En 2022, il signe l’affiche de la 26e édition du marché de la truffe à Grasse. L'Alliance française de Delhi présente ses dessins et ses vidéos en duo avec l'artiste Léor Grady.
Invité en juin 2023 au Musée d'Art et d'Histoire du judaïsme pour l’exposition « Le cri des fleurs » à l’occasion de la nuit blanche, Joseph Dadoune investit la galerie contemporaine, la chambre du duc et la bibliothèque. Une monographie de 304 pages, Yosef Joseph Yaakov Dadoune, 1996 – 2022, est publiée à cette occasion par Arnaud Bizalion, avec des textes de Marie-Laure Bernadac, Lucia Sagradini-Neumann, Doron Von Beider, Donatien Grau, Drorit Gur Arie. Le graphisme est réalisé par l’agence baldinger•vu-huu.

### Les fleurs
En  2015, des fleurs réalisées au pastel sur papier émergent dans l’œuvre de Joseph Dadoune. Des fleurs charbonneuses porteuses de vie et de mort (Fleurs / After War. Blind Spot / Tel Aviv, 2015-2016) ; des fleurs aux couleurs vives et variées qui évoquent l’exil (Lost Roots/Lost Memory/We New, 2017)  ou la rencontre avec l’Autre (Found you, 2022). En 2023, avec la série Fleurs/camouflages, périphérie Joseph Dadoune déploie ses dessins au fusain sur de larges panneaux de tilleul. Ces fleurs se font l’écho des végétaux qui survivent quasiment sans eau à la bordure du désert : palmiers, chardons et asphodèles. Pour Lucia Sagradini-Neumann : « L'usage et le choix du papier et de la chose crayonnée qui ramène à la fragilité de la forme, et le choix du motif – la fleur, vulnérable, gracile –, portent les marques de l'intempérance des temps ».

## Expositions personnelles et collectives
Joseph Dadoune a participé à plus de 250 expositions personnelles et collectives en Europe, aux États-Unis, en Inde et au Moyen-Orient. Son travail a notamment été montré à la FIAC (Paris), à l’Espace Richaud à Versailles, au Musée de Petach Tikva,, au Plateau / FRAC Ile-de-France, au Musée des beaux-arts de Tel Aviv, à la Fondation Pernod-Ricard à Paris et au Musée d’Israël à Jérusalem. Ses vidéos ont été projetées au Musée de la Chasse et de la Nature, à la White Box NYC et au Palais de Tokyo.

## Œuvres dans les collections publiques
Les œuvres de Joseph Dadoune se trouvent dans les collections publiques du Centre national d'art et de culture Georges-Pompidou, du Musée du Louvre et du Centre national des arts plastiques (CNAP) à Paris, du FRAC Normandie à Rouen, du Musée d’Israël à Jérusalem, du Musée d'art de Petach Tikva.